# Eupeodes pomus
Eupeodes pomus är en tvåvingeart som först beskrevs av Charles Howard Curran 1921.  Eupeodes pomus ingår i släktet fältblomflugor, och familjen blomflugor. Inga underarter finns listade i Catalogue of Life.